# Климово (Самойловское сельское поселение)
Климово — деревня в Самойловском сельском поселении Бокситогорского района Ленинградской области.

## История
КЛИМОВО — усадьба прихода Волокославского погоста.
Крестьянских дворов — нет, строений — 11, в том числе жилых — 5.
Число жителей по приходским сведениям 1879 г.: 1 м. п., 2 ж. п.

В конце XIX — начале XX века деревня административно относилась к Анисимовской волости 5-го земского участка 3-го стана Тихвинского уезда Новгородской губернии.

КЛИМОВО — деревня крестьян собственников, число дворов — 26, число домов — 42, число жителей: 69 м. п., 56 ж. п.; Занятия жителей: земледелие, лесные промыслы. (1910 год)

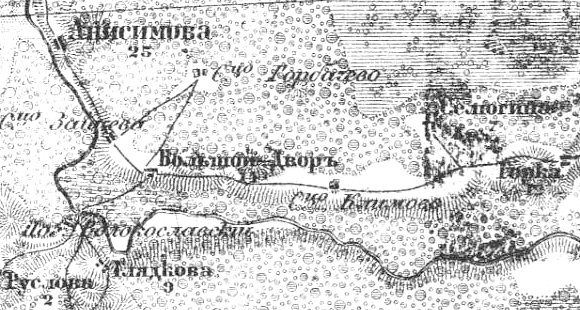
Деревня Климово на карте 1917 года

Согласно карте Новгородской губернии 1917 года, это было сельцо Климово.
С 1917 по 1918 год деревня входила в состав Анисимовской волости Тихвинского уезда Новгородской губернии.
С 1918 года, в составе Череповецкой губернии.
С 1927 года, в составе Климовского сельсовета Пикалёвского района.
С 1928 года, в составе Анисимовского сельсовета. В 1928 году население деревни составляло 116 человек.
С 1932 года, в составе Ефимовского района.
По данным 1933 года деревня Климово входила в состав Анисимовского сельсовета Ефимовского района Ленинградской области.
С 1952 года, в составе Бокситогорского района.
С 1963 года, вновь составе Ефимовского района.
С 1965 года вновь в составе Бокситогорского района. В 1965 году население деревни составляло 69 человек.
По данным 1966, 1973 и 1990 годов деревня Климово также входила в состав Анисимовского сельсовета Бокситогорского района.
В 1997 году в деревне Климово Анисимовской волости проживали 12 человек, в 2002 году — 7 человек (русские — 86 %).
В 2007 году в деревне Климово Анисимовского СП проживали 6 человек, в 2010 году — 2.
В 2014 году Анисимовское сельское поселение вошло в состав Самойловского сельского поселения Бокситогорского района.

## География
Деревня расположена в юго-западной части на автодороге Большой Двор — Чурилова Гора.
Расстояние до деревни Анисимово — 3 км.
Расстояние до ближайшей железнодорожной станции Пикалёво — 26 км. 
Деревня находится на левом берегу реки Чагода.